# Ignaz Friedrich Tausch
Pour les articles homonymes, voir Tausch.
Ignaz Friedrich Tausch, né à Theusing en 1793 et mort le 8 septembre 1848, est un botaniste autrichien originaire de Bohême.

## Biographie
Tausch naît à Theusing en Bohême. Il fait ses études de philosophie, de médecine et de biologie à l'université de Prague. Il enseigne la botanique à partir de 1816 à Prague et dirige le jardin botanique du comte Malabaila von Canal.
Il se spécialise dans les filicophytes et les spermatophytes. Schlechtendal lui dédie le genre Tauschia en 1835.

## Publications
- (de) Bemerkungen über einige Arten der Gattung Paeonia, in Flora, Ratisbonne, 11, (6), 81—89.
- (la) Hortus canalius, 1823—1825. 2 decades, Prague: T. Haase.
- (la) Flora de Bohemia, 1831.